# Crazy Cars
Crazy Cars es un videojuego de carreras de 1987 desarrollado y publicado por Titus France originalmente para Amiga.

## Jugabilidad
Comenzando la serie de carreras de Titus de juegos de carreras en perspectiva en tercera persona, Crazy Cars abarca la American Cross Country Prestige Cars Race. Esto abarca varias partes de los Estados Unidos, En varios automóviles potentes. Inicialmente tiene un Porsche 911 Turbo en sus manos, pero luego puede actualizarlo a un Lamborghini y luego a un Ferrari. Hay otros automóviles en la carretera, con los que debe evitar el contacto. Los golpes y las fallas en la carretera desvían el rumbo del auto, al igual que el contacto con cualquiera de las barreras de la carretera. Cada carrera debe completarse dentro del límite de tiempo.

## Desarrollo
El juego fue desarrollado por Eric Caen (diseño, programación), Olivier Corviole (gráficos) y Herve Caen (productor). Es sin duda uno de los primeros juegos de la editorial francesa que se exporta ampliamente a nivel internacional. Se incluyó en el paquete de software "Starter Kit" de Amiga 500 en Europa y en Australia en 1989 y 1990.